# Prieuré de Notre-Dame-du-Pont
Le prieuré de Notre-Dame-du-Pont est un ancien prieuré situé en France sur la commune de Leynhac, en région Auvergne-Rhône-Alpes.

## Localisation
Le monument se trouve au bord de la Rance à Leynhac.

## Historique
La chapelle du Pont, ou Domus de Ponte, fut fondée en 1151 par les moines Bertrand de Griffouille et son disciple Guillaume Robert, originaires de l’abbaye Notre-Dame de La Couronne. Ces moines bâtisseurs ont fondé une douzaine de petites chapelles, dont neuf en Haute-Auvergne. Leur influence religieuse et culturelle fut marquante dans la région, apportant des compétences pratiques telles que l’agriculture, le travail du bois, l’instruction, ainsi que l’Évangile,.

### Protection
Les façades et les toitures de l'ancien prieuré sont inscrites au titre des monuments historiques par l'arrêté du 29 juillet 1977, tandis que la chapelle est classée par l'arrêté de même date.